# Le Général (Doctor Who)
Pour les articles homonymes, voir Le Général.
 (septembre 2017).
Si vous disposez d'ouvrages ou d'articles de référence ou si vous connaissez des sites web de qualité traitant du thème abordé ici, merci de compléter l'article en donnant les références utiles à sa vérifiabilité et en les liant à la section « Notes et références ».
Le Général est un personnage fictif de la série britannique de science-fiction Doctor Who. Il est, au même titre que le Docteur et le Maître, un Seigneur du Temps, excepté qu'il est resté sur Gallifrey pour servir le Président. Il apparaît pour la première fois dans l'épisode Le Jour du Docteur, célébrant les cinquante ans de la série, sous les traits de Ken Bones, acteur britannique. À partir de la seconde moitié de l'épisode Montée en Enfer, Ken Bones « passe le flambeau » à T'Nia Miller, actrice britannique également.

## Histoire du personnage
Le Douzième Général révèle qu'elle a toujours été une femme, excepté lors de sa onzième incarnation.

### Le Onzième Général
Le Général apparaît pour la première fois dans Le Jour du Docteur, sous les traits de Ken Bones : un homme chauve d'une cinquantaine d'années. En pleine Guerre du Temps, le Général essaie de défendre Gallifrey des Daleks, et s'intéresse également aux agissements du Docteur, qu'il juge comme un « homme fou , notamment lorsque ce dernier laisse un message aux Daleks : « Plus jamais » (No more, en anglais). Il est soudain prévenu par une collègue que quelqu'un a pénétré dans la salle des coffres temporelles, et il découvre avec stupeur que ce « quelqu'un » a volé le Moment, l'arme ultime de Gallifrey, le « désintégrateur de galaxies ». Il comprend alors que c'est le Docteur qui l'a volé.
Alors que le Docteur de la guerre tente de détruire Gallifrey et les Daleks pour mettre un terme à la guerre, le Onzième Docteur réussit à le convaincre lui et le Dixième Docteur de ne pas le faire, et de sauver Gallifrey en la gelant dans un moment précis dans le temps. Ils informent le Général de leur plan, qu'il trouve « délirant » : selon lui, il faudrait des siècles pour que le Docteur puisse réussir à faire ce dont il a l'intention. Le Docteur lui rétorque qu'il a eu largement le temps : toutes ses incarnations précédentes le rejoignent alors, ainsi que son successeur, le Douzième Docteur. Les Daleks augmentant leur puissance de feu, le Général n'a d'autre choix que de faire confiance au Docteur, et de lui dire de mettre son plan à exécution ; ce qu'il fait.
Le Général revient dans Montée en Enfer, le dernier épisode de la saison 9 de 2015, où on le voit aux côtés du Seigneur-Président Rassilon, qui s'inquiète du retour du Docteur sur Gallifrey. Rassilon envoie un vaisseau militaire chercher le Docteur, mais le Général propose d'aller lui parler. Malheureusement pour lui, le Docteur refuse tout dialogue tant qu'il n'a pas Rassilon en face de lui... ce qui finit par arriver. Il est alors accompagné par le Général et le peloton d'exécution. Voyant le refus d'obtempérer du Docteur, Rassilon ordonne au peloton d'exécuter le Docteur, ce que les soldats refusent. Un par un, ils décident de s'allier au Docteur. Le « coup d'état » du Docteur arrive à son terme lorsque ce dernier fait appel à des renforts et que le Général décide de rejoindre le Docteur. Le Seigneur du Temps autrefois considéré comme un renégat devient alors Président. Le Général lui demande de leur expliquer ce qu'est l'Hybride, une créature qui, selon des prophéties, détruira Gallifrey. Le Docteur accepte, à la condition de pouvoir ramener Clara Oswald à la vie, ce que le Général accepte, mais seulement pour quelques minutes. Le Docteur frappe le Général, lui dérobe son arme, et le menace de le tuer s'il refuse de laisser Clara vivre. Le Général refuse, et le Docteur lui tire dessus, en lui souhaitant « bonne chance », avant de fuir.
Sous les yeux du personnel médical, le Général se régénère pour la onzième fois et entame sa douzième incarnation.

### Le Douzième Général
Le Douzième Général apparaît directement après la régénération de son incarnation précédente, et change de sexe : il devient une femme, incarnée par T'Nia Miller. Elle note toutefois que sa onzième incarnation est sa seule incarnation masculine. Avec deux soldats et Ohila (une sœur de Karn, vue précédemment dans The Night of the Doctor notamment), elle se rend dans les Cloîtres de Gallifrey (que le Docteur définit comme « l'enfer des Seigneurs du Temps »), où le Docteur tente de s'échapper avec Clara. Pendant que le Docteur déverrouille la sortie secrète, Clara fait diversion et parler au Général et à Ohila. Le Docteur en profite pour sortir et voler un TARDIS. Il revient chercher Clara, et les deux amis s'enfuient ensemble.